# Цепные ядра

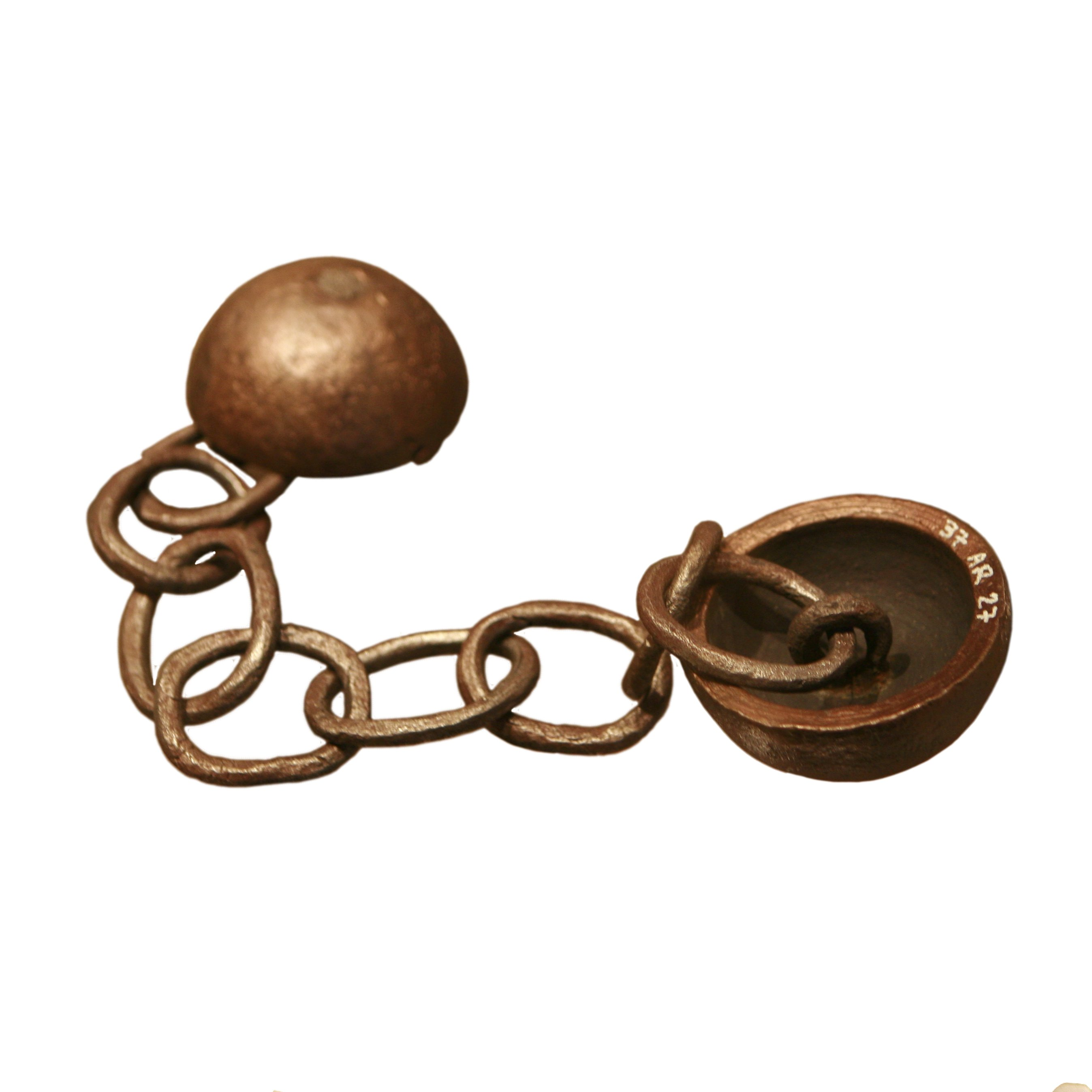
Цепные ядра из двух полуядер в Военно-морском музее Тулона

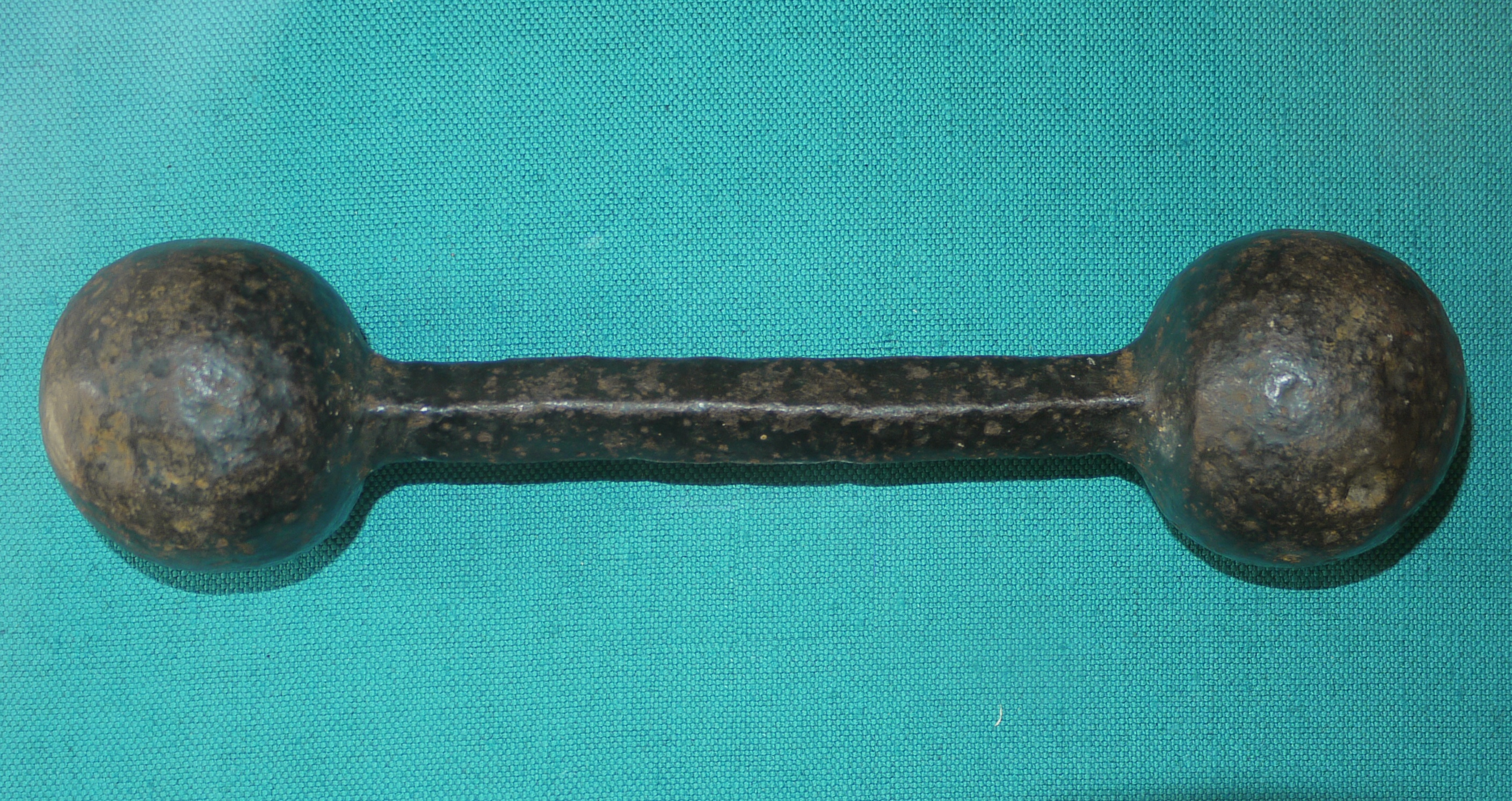
Книппель

Цепные ядра (цепной книппель) — старинный артиллерийский снаряд, использовавшийся в XVII—XIX веках, преимущественно в береговой и корабельной артиллерии, и предназначавшийся для поражения рангоута и такелажа деревянных парусных судов. В некоторых случаях использовался для уничтожения пехоты. Представляет собой два ядра или полуядра, соединённые вместе цепью (подчас достаточно длинной — длина цепи могла доходить до 3—4 метров).
Цепные ядра конструктивно схожи с книппелем, но использование длинной цепи вместо жёсткого соединения штангой делало снаряд значительно более эффективным — цепные ядра могли наносить серьёзный ущерб рангоуту, тогда как книппель был практически бесполезен против него, и лучше запутывали рангоут и такелаж. Боевая эффективность обусловила применение цепных ядер, в отличие от быстро вышедших из употребления книппелей, вплоть до первой половины XIX века.
Изредка цепные ядра применялись также для уничтожения живой силы противника; документировано применение при осаде Магдебурга в 1631 году.
В 1980-е годы в СССР уменьшенный в размерах конструктивный аналог книппеля (две круглые свинцовые пули диаметром 13,7 мм, просверленные насквозь и соединенные отрезком капроновой нити толщиной 1 мм и длиной 30-35 мм) были рекомендованы в качестве специализированного типа пулевого ружейного патрона для охоты на кабанов.